# Acrocarpus
Acrocarpus là một chi thực vật có hoa trong họ Đậu.